# Koyna spinulata
Koyna spinulata – gatunek kosarza z podrzędu Laniatores i rodziny Assamiidae. Jedyny znany przedstawiciel monotypowego rodzaju Koyna.

## Występowanie
Gatunek występuje w Indiach.